# Мерија (Хунедоара)
Мерија (рум. Meria) насеље је у Румунији у округу Хунедоара у општини Лунка Черниј Де Жос. Oпштина се налази на надморској висини од 898 m.

## Становништво
Према подацима из 2002. године у насељу је живело 270 становника, од којих су сви румунске националности.